# Siavash Ghomayshi

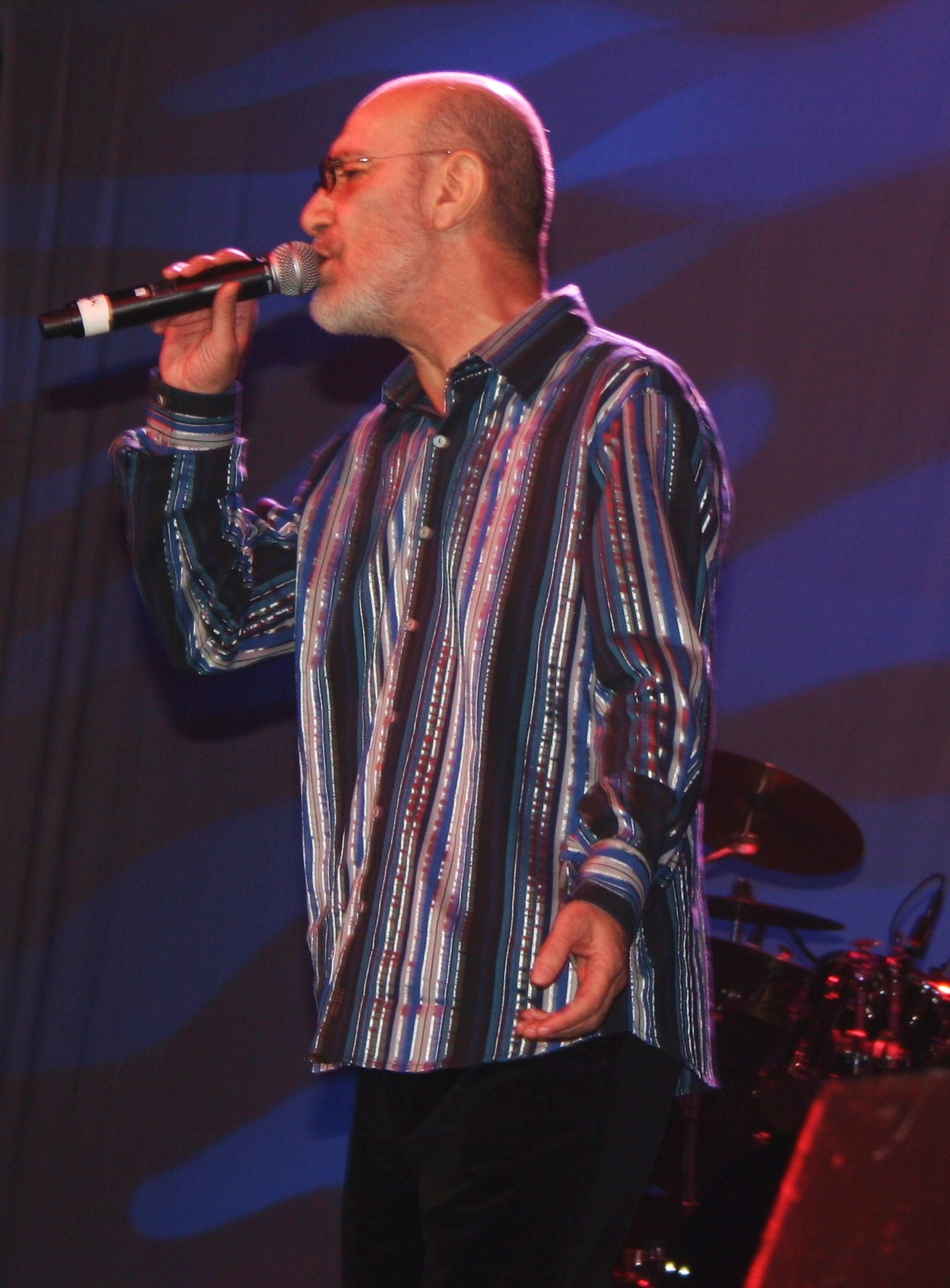

Siavash Ghomayshi (Ahvaz, 11 juni 1945) is een Iraanse muzikant, zanger en songwriter. Siavash studeerde muziek in Londen, waar hij zijn masterdiploma behaalde. Hij verliet Iran in 1978 en woont in Los Angeles.
- International Standard Name Identifier: 0000 0000 4516 7390
- Library of Congress Control Number: n2004064527
- MusicBrainz: 554b4286-0e16-4a84-b884-3e0dffe9dd77
- Virtual International Authority File: 1862607
- WorldCat: E39PBJrWDKYc8Wcm86gtFFFHYP